# Swastika (film)
Pour plus de détails, voir Fiche technique et Distribution.
Swastika est un film britannique réalisé par Philippe Mora et sorti en 1973.

## Fiche technique
- Titre : Swastika
- Réalisation : Philippe Mora
- Scénario : Lutz Becker et Philippe Mora
- Son : Brian Marshall
- Montage : Andrew Patterson
- Société de production : Visual Programme Systems
- Pays :  Royaume-Uni
- Genre : Documentaire
- Durée : 113 minutes
- Dates de sortie : 
  - France : mai 1973 (Festival de Cannes)
  - France : 30 juillet 1975[1]

## Sélections
- Festival de Cannes 1973 (hors compétition)[2]
- Festival international du cinéma indépendant de Buenos Aires 2012[3]
- Viennale 2020

## Autour du film
« Philippe Mora s’est fait connaître en 1973 pour son film Swastika, un montage de documents d’archives (notamment des images d’Hitler et d’Eva Braun) et de films de propagande du Troisième Reich. A l’époque, la première projection au Festival de Cannes avait dû être interrompue en raison de combats dans la salle. Le film fut interdit en Allemagne pendant trente-six ans. » (Arnaud Hallet, Les Inrocks, 16 février 2011 )